# Ina Lenke
Ina Lenke, geb. Walter (* 18. April 1948 in Mettmann), ist eine deutsche Politikerin (FDP).

## Leben und Beruf
Nach Erlangung der Mittleren Reife im Jahr 1964 erlernte Ina Lenke bis 1967 den Beruf der Steuerfachangestellten.
Sie ist verheiratet und hat einen Sohn.

## Partei
Seit 1974 ist sie Mitglied der FDP. Von 1988 bis 1992 sowie von 1994 bis 1998 war Ina Lenke Vorsitzende des FDP-Kreisverbandes Verden/Aller. Von 1988 bis 2001 gehörte sie dem FDP-Landesvorstand in Niedersachsen und von 1997 bis 2003 auch dem FDP-Bundesvorstand an. Von 1994 bis 2001 war sie stellvertretende Landesvorsitzende der FDP Niedersachsen.
Ina Lenke war von 2001 bis 2006 Vorsitzende der Bundesvereinigung Liberale Frauen. Gemeinsam mit Daniel Bahr ist sie Vorsitzende des FORUM 1 „Frauen, kinderfreundliches Deutschland und Generationengerechtigkeit“.

## Abgeordnete
Ina Lenke gehörte von 1981 bis 1999 dem Rat der Gemeinde Oyten und von 1991 bis 2005 dem Kreistag des Landkreises Verden an. Vom 21. Juni 1990 bis 20. Juni 1994 war sie außerdem Mitglied des Landtages von Niedersachsen (12. Wahlperiode).
Von 1998 bis 2009 war sie Mitglied des Deutschen Bundestages. Hier war sie zuletzt Sprecherin der FDP-Bundestagsfraktion für Frauen, Familie und Zivildienst.
Ina Lenke ist stets über die Landesliste Niedersachsen in den Bundestag eingezogen.